# Корогодський Григорій Давидович
Гарік Корогодський, Григорій Давидович Корогодський (нар. 4 серпня 1960, Київ) — український бізнесмен, блогер, меценат, засновник благодійного фонду «Життєлюб». Співвласник фітнес-центру «Акваріум» і власник ТРЦ «Dream Town», генеральний директор компанії «Віта Верітас».

## Біографія
Ім'я Гарік Корогодський отримав від народження. Аналогічно записано в чинному паспорті. За радянських часів були труднощі з нестандартними іменами, тому в паспорті СРСР було записано Григорій Давидович Корогодський. Це досі заплутує людей, які вважають що Гарік — панібратський варіант повного імені.
Гарік Корогодський народився у звичайній єврейській родині. Батько працював на будівництві, мати була бухгалтером. Виріс у київських районах Відрадний та Солом'янка. З першого класу регулярно займався підробітками — наприклад, перепродував дефіцитні товари (спершу жувальну гумку, а згодом — джинси й інше); трохи пізніше, з 10 років, почав грати у карти та нарди на гроші.
Освіта
У 1975 році закінчив школу та вступив до Київського електромеханічного технікуму залізничного транспорту імені Миколи Островського, де здобув фах техніка-електрика. А в 1985 році отримав спеціальність «Електрифікація залізничного транспорту» в Московському інституті інженерів залізничного транспорту.

## Бізнес
Перший легальний заробіток Гарік мав у 13 років, коли влаштувався охоронцем хлібобулочного магазину. Згодом трудова кар'єра продовжилася в Московському театрі звірів — електриком.

### 1980-ті
У Москві Корогодський окрім легального підробітку (наприклад, у автобусному парку) займався тоді ще забороненою або напівлегальною діяльністю: спекулював театральними квитками, перепродавав ікру та каву фурами й машинами. З легалізацією індивідуальної підприємницької діяльності в СРСР, спекуляції стали законним бізнесом і Гарік перейшов на новий рівень. Так, 1987 року перепродавав комп'ютерну техніку: перший проданий комп'ютер, після півроку безуспішних спроб продати, дозволив сплатити борги і заробити ще 6 тис. крб.

### 1990-ті
У 1994 році Гарік заробив перший мільйон. Окрім успіху та звичайних ринкових невдач, у «лихі дев'яності» він зазнав рекету і кривавих наїздів. Через це, Корогодський кілька місяців переховувався в Ізраїлі. Сім'я прожила там 10 років.
1995 року Гарік повернувся до Києва та зайнявся продажем комп'ютерної техніки, яку закуповували в Сінгапурі. Згодом він і партнери налагодили в Україні постачання нафтопродуктів, заснувавши «Альфа-Нафта» — представництво російської компанії «Альфа-Груп», з якою працювали 2 роки.
Потім Гарік з партнером Олександром Меламудом торгували нафтою та розбудовували вертикальну інтегровану структуру (придбали сім облнафтопродуктів з 300 АЗС) для групи «АРЧ». Пізніше бізнесмени працювали з групою «Приват», скуповуючи для неї акції нафтопереробних підприємств.

### 2000-ні
Зрештою, Гарік вийшов з нафтового бізнесу та перейшов до девелопменту. Корогодський досі займається комерційною нерухомістю та зосередив діяльність на Києві.
Перший проєкт — фітнес-центр «Акваріум», який було відкрито 2000 року. Для цього Корогодський і Меламуд купили в Оболонському районі старий басейн. Придбання та реконструкція обійшлися в 7 млн доларів.
У травні 2001 року було відкрито торгівельний центр «Глобус» (37 тис. м2 під Майданом Незалежності), що став найдорожчим в Україні. Орендні ставки за один квадратний метр зросли з 50-60 до 150—200 доларів (перед світовою фінансово-економічною кризою). Але ще 2007 року «Глобус» було продано британському фонду London & Regional Properties. Сума угоди не розкривалася. За незалежними оцінками вартість цієї нерухомості становила 200 млн доларів.
Отримані кошти пішли на торгово-розважальний центр Dream Town («Дрім Таун»), який на Оболоні звели Гарік Корогодський, Олександр Меламуд та Михайло Шпільман. Разом із додатковими залученими інвестиціями загальна вартість оцінюється в 250 млн доларів. Об'єкт складається з двох ліній і об'єднує магазини, ресторани, бари, боулінг, аквапарк, кінотеатр, інше.
Будівництво розпочалося в 2006 році. Перша черга завершена 2009, друга — 2011.
Процес був на межі зриву. 2009 року відбувся конфлікт з одним із учасників — Валентином Ісаком, власником корпорації «Столиця». Він відповідав за будівельні роботи «Дрім Тауна». Після запуску першої лінії Ісак відмовився продовжувати справу та заявив про намір вийти з домовленостей, щоб отримати в повну власність другу лінію. Але в 2011 році програв суди та продав свою частку Корогодському.
У 2015 році Гарік відкрив концептуальний магазин Gara у районі Воздвиженки, де продаються ексклюзивні та надто дорогі аксесуари. Він не має вивісок, а вхід через стальні двері. Щоб потрапити, потрібно записатися на сайті, отримати сповіщення про час відвідування та з кодовим словом.

## Публічність і епатажна поведінка
Гарік Корогодський характерний своєю відкритою та доволі зухвалою поведінкою. Він яскраво одягається, носить характерні кольорові окуляри, з яких має колекцію.
У серпні 2008 року потрапив до уваги шотландської та української преси, відсвяткувавши власне 48-річчя в замку Калейн (Шотландія). Тоді витратили 0,5 млн фунтів на святкування. Бізнесмен привіз 150 гостей; роздав присутнім жінкам люстерка, щоб вони могли заглядати під кілти чоловіків, які за традицією мали ходити без спідньої білизни; провів імпровізовану «страту» власної дружини за допомогою декоративної гільйотини.
Корогодський тривалий час уникав публічності. Через конфлікт з Валентином Ісаком мусив вийти на публіку. Від початку проєкту «Дрім Таун», його публічною особою був Ісак, а про участь Меламуда та Корогодського знала обмежена кількість людей. На прес-конференцію, де друзі заявили про себе як про власників Dream town, партнери прийшли в гавайських сорочках.
Так публіка познайомилася з нестандартною та епатажною поведінкою Корогодського. У 2011 році він проявив відкритість у комунікаціях, коли в соціальних мережах повідомляв жителів Києва про усунення проблем з протіканням басейну щойно запущеної другої черги ТРЦ. Соціальна комунікація додала відвідувачів: містяни спеціально їздили до «Дрім Тауну», щоб переконатися в успішному результаті ремонтних робіт.
2013 року вів еротичне «Badman show» на Europa Plus, де разом з професійною радіоведучою Аліною Свєтличною та гостями обговорювалися різноманітні грані сексу. Радіопрограма вийшла максимально відвертою, веселою та не вульгарною. Відгуки про шоу стримані, на свою аудиторію.
У 2015 році Гарік Корогодський запустив фіктивну передвиборчу кампанію на виборах міського голови Києва «Я — твій самовисуванець!». Вона супроводжувалася провокаційними плакатами та гаслами, в яких висміювалися обіцянки інших кандидатів («Не займайся самопоміччю — поклич подругу», «Виплачу борги України содою», інше). Гарік не міг висуватися через відсутність громадянства України.
Того року Гарік уперше вийшов на театральну сцену, де виконав роль сексопатолога в «Історії кохання для дорослих». У спектаклі також зіграли народні артисти України: Олексій Вертинський, Ксенія Вертинська, Анатолій Гнатюк, Людмила Смородіна, Яніна Соколова та соліст «Другої Ріки» Валерій Харчишин.
Гарік Корогодський — активний блогер на Facebook. Соціальну мережу використовує як форму захисту бізнесу, оскільки не збирається інтегруватися до влади.
Має намір стати мером Києва, для чого готовий відмовитися від громадянства Ізраїлю.

## Громадська та благодійницька діяльність
2000 року відкрили відновлену Синагогу Бродського, яку реконструювали за кошти Меламуда та Корогодського. Гаріка Корогодського обрали головою Опікунської ради. 2011 року його виключили з неї через скандальний кліп-пародію на Lady Gaga, присвячений 50-річчю Меламуда.
2013 року Гарік Корогодський із Тіною Михайловською заснували благодійний фонд «Життєлюб». Аудиторія — люди похилого віку, для яких організовується дозвілля, надається адресна допомога, інше. Також для малозабезпечених пенсіонерів відкриваються пункти безкоштовного гарячого харчування «Обід без бід». Станом на липень 2024 року в Києві працюють дев'ять будиночків «Обіду без бід» в різних районах Києва:
- вул. Олени Теліги, 29;
- Голосіївський проспект, 116, біля кінотеатру «Загреб»;
- перетин вулиць Білокур, 1 та Бастіонної, 10;
- паркувальний майданчик біля DREAM berry Київ, Оболонський проспект, 21Б (з боку метро Героїв Дніпра);
- вул. Героїв Севастополя, 42, біля кінотеатру Тампере;
- вул. Чистяківська, 7;
- вхід до парку на перетині вулиць Гетьмана Павла Полуботка та бульвару Івана Котляревського;
- між будинками 27 та 29 по вулиці Ревуцького;
- вул. Закревського 75/2[24].

2015 року Корогодський і Міжнародний інститут менеджменту в Києві запустили освітню програму з підготовки майбутніх топ-менеджерів України Generation.ua. Проєкт побудовано на міжнародних стандартах MBA та MPA.
2017 року профінансував (6 млн грн власних коштів з 9 млн, зібраних «Життєлюбом») відкриття в Гідропарку спеціального хабу для пенсіонерів — майданчика «Кіно-Сад». Тут люди похилого віку танцюють, переглядають фільми та спектаклі, займаються спортом, відвідують літературні вечори, навчальні курси та майстер-класи.

### Рейтинг журналу «Фокус»
У Сотні найбагатших людей України за версією журналу «Фокус»:
- 2008 — під № 89-91 (250 млн доларів)[27]
- 2013 — № 96 (50 млн доларів)[28]
- 2014 — № 94 (50 млн доларів)[29]
- 2015 — № 81 (50 млн доларів)[30]
- 2016 — № 87 (50 млн доларів)[31]
- 2017 — № 91 (55 млн доларів)[3]

За версією журналу «Форбс» Корогодський разом із партнерами регулярно входить до трійки Рейтингу рантьє:
- 2012 — № 1 (55 млн доларів орендного доходу на всіх партнерів)[32]
- 2013 — № 1 (55 млн доларів)[33]
- 2014 — № 1 (419 млн грн)[34]
- 2015 — № 3 (650—715 млн грн)[35]

## Нагороди та відзнаки
- Гарік Корогодський — лауреат премії «КоммерсантЪ года» (номінація «Коммерсантъ. Стиль») газети «Коммерсантъ Украина» у 2012 і 2013 роках[36].
- 2009 — чемпіон світу з гри в преферанс в категорії «Професіонали»[37].
- Лауреат премії «Celebrity Awards 2020» в номінації «Людина року».[38]

## Літературна творчість
- Гарик Корогодский. Как потратить миллион, которого нет и другие истории еврейского мальчика. — К. : Саммит-Книга, 2014. — 348 с. — ISBN 978-617-7182-19-0. (рос.)
- Гарик Корогодский. Как потратить миллион, которого нет 2. — К. : Саммит-Книга, 2017. — 360 с. — ISBN 978-617-7434-93-0. (рос.)
- Гарик Корогодский, Наталья Влащенко. Книга У нас был секс. — К. : Фолио, 2015. — 319 с. — ISBN 978-966-03-7157-6. (рос.)

## Сім'я, інше
Одружений, має четверо дітей. Захоплюється тенісом та преферансом (гросмейстер преферансу у рейтингу Міжнародної ліги преферансу).
Стверджує, що «в євреїв не прийнято брати процент на гроші, це вважається гріхом».